# Rolls-Royce Trent

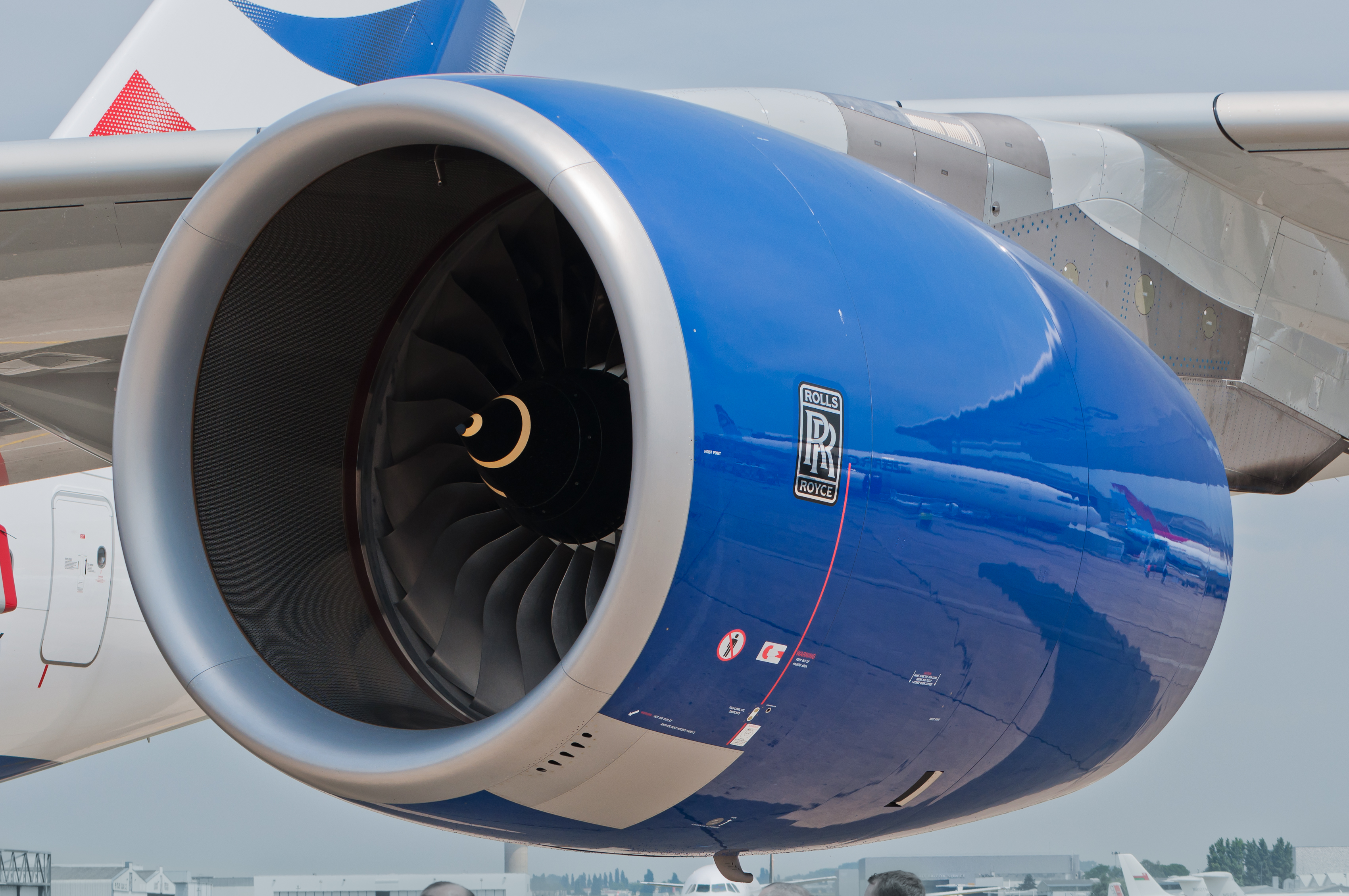
Trent 900 op een A380

Rolls-Royce Trent is de naam van een serie high bypass turbofan vliegtuigmotoren, geproduceerd door Rolls-Royce plc. De Trentmotoren genereren een stuwkracht van 240 tot 420 kilonewton. Versies van de Trent zijn in gebruik op de Airbus A330, A340, A380, Boeing 777 en 787, en de A350 XWB.
Het eerste model van de serie, de Trent 700, maakte in 1990 zijn eerste testrun. De motoren bleken een commercieel succes; de verkopen maken van Rolls-Royce de op een na grootste leverancier van grote civiele turbofans (na General Electric, maar vóór Pratt & Whitney). De Trentmotoren zijn de enige bestaande vliegtuigmotoren die uitgerust zijn met 3 assen.

## Varianten

### Trent 700
De Trent 700 is het eerste model in de serie en werd in maart 1995 als eerste in gebruik genomen door Cathay Pacific. Het is de voorkeursmotor voor de Airbus A330 met een geclaimd marktaandeel van 57%. De motor heeft inmiddels meer dan 21 miljoen draaiuren gemaakt. Het is het bestverkochte model uit de Trentserie met ruim 1400 leveringen en orders.

### Trent 800
Vrijwel parallel aan de ontwikkeling van de Trent 700 vond die van de Trent 800 plaats, specifiek voor de Boeing 777. De eerste Boeing met Trent 800-motoren vloog in mei 1995 en werd in dienst genomen door Cathay Pacific in april 1996. Hoewel de verkopen moeizaam op gang kwamen, zou het huidige marktaandeel op 41% liggen. Kenmerkend voor de Trent 800 is de forse diameter van 2,79 meter.

### Trent 500
In 1995 maakte Airbus plannen bekend voor twee nieuwe langeafstandsversies van de A340. In juni 1997 kondigde Airbus aan dat de nieuwe Trent 500 uitgekozen was als motor voor deze versies. In augustus 2002 werd de Trent 500 voor het eerst gebruikt op een A340-600, in december 2003 vond de eerste vlucht plaats op een A340-500. Inmiddels zijn er ruim 550 exemplaren in gebruik.

### Trent 900
Volgend op de ontwikkeling van de Airbus A380 werkte Rolls-Royce in de jaren 90 aan de Trent 900. De motor werd al snel de voorkeursmotor voor de A380. De eerste bestelling werd geplaatst in oktober 2000 door Singapore Airlines en de motor maakte zijn eerste vlucht in 2007. Twee derde van de A380's is uitgerust met een viertal Trent 900-motoren, in totaal zijn ruim 200 motoren in gebruik.

### Trent 1000
De Trent 1000 is speciaal ontwikkeld voor de 787 Dreamliner en werd in april 2004 door Boeing dan ook als voorkeursmotor voor alle drie de versies van het toestel (-8, -9 en -10x) gekozen. De eerste bestelling voor het model werd genoteerd in juni 2004 voor Air New Zealand. In oktober 2011 werd de eerste Dreamliner met Trent 1000-motoren in gebruik genomen door ANA.

### Trent XWB
De Trent XWB wordt exclusief ontwikkeld voor het nieuwste toestel van Airbus, de A350 XWB. Het is de voorkeursmotor van dit vliegtuig en maakte in juni 2013 de eerste vlucht op dit toestel. Er zijn al meer dan 1300 bestellingen geplaatst, waarmee de Trent XWB het snelst verkopende model uit de Trentserie is.

### Trent 7000
Airbus kondigde in 2014 aan de Airbus A330neo te gaan produceren. Op 14 juli 2014 werd bekendgemaakt dat de Rolls-Royce Trent 7000 de voorkeursmotor zou zijn.

## Opvolger
Rolls-Royce werkt inmiddels aan de opvolger van de Trentserie. De conceptnaam van deze motor luidt RB3039, de uiteindelijke naam zal geen Trent meer zijn. Ook wordt het drieassige ontwerp waarschijnlijk losgelaten. De motor moet in de eerste helft van de jaren 2020 in gebruik genomen worden.